# 竹本洋
竹本 洋（たけもと ひろし、1944年9月11日 - ）は、日本の経済学者、関西学院大学名誉教授。

## 来歴
富山県生まれ。1968年、横浜市立大学商学部経済学科卒。1975年、大阪市立大学大学院経済学研究科博士課程満期退学。学部では田中正司に、大学院では真実一男に師事。
大阪経済大学助教授、1985年に教授。1997年、関西学院大学経済学部教授。1995年、『経済学体系の創成 ジェイムズ・ステュアート研究』を刊行。翌1996年に、同書により、関西学院大学から博士（経済学） を取得。1999年には、同書の業績が評価され、日本学士院賞を受賞した。2001年経済学史学会代表幹事。

## 著書
- 『アイルランドの「反乱」と思想家たち アイルランド問題から環アイルランド海=環大西洋問題へ』一橋大学社会科学古典資料センター 1985
- 『経済学体系の創成 ジェイムズ・ステュアート研究』名古屋大学出版会 1995
- 『『国富論』を読む ヴィジョンと現実』名古屋大学出版会 2005

### 共編著
- 『重商主義再考』大森郁夫共編著 日本経済評論社 2002
- 『回想小林昇』服部正治共編 日本経済評論社 2011

### 翻訳
- ジョン・ロック『利子・貨幣論』田中正司共訳 東京大学出版会 1978 初期イギリス経済学古典選集